# Dyctidea variegata
Dyctidea variegata är en insektsart som beskrevs av Van Duzee 1938. Dyctidea variegata ingår i släktet Dyctidea och familjen sköldstritar. Inga underarter finns listade i Catalogue of Life.